# Grengiols
Grengiols is een gemeente en plaats in het Zwitserse kanton Wallis, en maakt deel uit van het district Östlich Raron.
Grengiols telt 464 inwoners.

## Tulp
| De in de omgeving van Grengiols voorkomende, uit de cultuur ontsnapte soort is Tulipa grengiolensis: de tulp is vernoemd naar de gemeente. De afstamming van de tulp is nog onduidelijk. |